# Rosenbrustsperber
Der Rosenbrustsperber (Tachyspiza rhodogaster, Synonym: Accipiter rhodogaster), auch Schlegelsperber genannt,  ist ein Greifvogel, der endemisch in Sulawesi in Indonesien vorkommt.
Der Lebensraum umfasst tropischen oder subtropischen feuchten Tief- oder Bergwald, auch Mangrovenwald und Felder bis 2000 m Höhe.
Der Artzusatz kommt von altgriechisch ῥόδον rhodon, deutsch ‚Rose‘ und altgriechisch γαστήρ, γαστρός gastēr, gastros, deutsch ‚Magen‘.

## Merkmale
Dieser Vogel ist 26 bis 33 cm groß, das Männchen wiegt etwa 113, das größere Weibchen 264 g, die Flügelspannweite beträgt 46 bis 62 cm. Er ist ein kleiner Sperber mit schieferfarbener Oberseite, kurzen, runden Flügeln und ziemlich kurzem, rechteckigem Schwanz. Er sieht als adulter Vogel dem Sulawesisperbers (Accipiter nanus) und dem Fleckschwanzsperber (Accipiter trinotatus) ziemlich ähnlich, der aber einen längeren Schwanz hat.
Dieser Vogel unterscheidet sich durch graue Beine, lange und schlanke Zehen, einen größeren Schnabel und deutlichen Sexualdimorphismus in der Größe. Außerdem hat er keine weißen Flecken auf der gebänderten Schwanzoberseite. Das Weibchen ist auf der Oberseite dunkler braun bis schwarz, auf der Unterseite blasser und hat mehr graue Flecken an Kehle und Bauch. Die Iris ist gelb, der Augenring und die die Wachshaut gelb bis zitronenfarbig, der Schnabel schwärzlich mit bleiblauer Basis und gelbgrünlichem Schnabelwinkel, die Beine sind gelb.
Jungvögel sind dunkel rotbraun mit schwärzlichen Flecken und Streifen auf der Oberseite, blasser rotbraunem Schwanz, schwärzlich-braunem Scheitel und Nacken, gelblich-weißer Unterseite mit kräftiger dunkler Strichelung an der Kehle.

## Geografische Variation
Es werden folgende Unterarten anerkannt:
- T. r. rhodogaster (Schlegel, 1862), Nominatform, – Sulawesi, Buton und Muna
- T. r. sulaensis (Schlegel, 1862), – Peleng, Banggai, Sula-Inseln

Handbook of the Birds of the World führt noch als separate Unterart (Ssp.), sonst in der Nominatform enthalten
- T. r. butonensis Voous, 1951, – Muna und Buton

## Stimme
Der Vogel ist ruffreudig, einschließlich eines schnellen "hihihihihi..."  von 20 Lauten in 2 Sekunden, tiefer und weniger durchdringend als der Ruf des Sulawesisperbers (Accipiter nanus).

## Lebensweise
Die Nahrung besteht aus Insekten, Echsen, kleinen Säugetieren und gerne Vögeln. Über das Brutverhalten liegen keine sicheren Informationen vor.

## Gefährdungssituation
Die Art gilt als nicht gefährdet (Least Concern).